# Тиранчик світлоокий
Тира́нчик світлоокий (Phylloscartes sylviolus) — вид горобцеподібних птахів родини тиранових (Tyrannidae). Мешкає в Південній Америці.

## Поширення і екологія
Світлоокі тиранчики мешкають на південному сході Бразилії (від Еспіриту-Санту і південного Мінас-Жерайсу на південь до Санта-Катарини), на сході Парагваю та на північному сході Аргентини (Місьйонес). Вони живуть в кронах вологих рівнинних атлантичних лісів та на узліссях. Зустрічають на висоті до 600 м над рівнем моря.

## Збереження
МСОП класифікує стан збереження цього виду як близький до загрозливого. Світлооким тиранчикам загрожує знищення природного середовища.